# Guillaume Bigot
Guillaume Bigot (* 2. Juni 1502 in Laval; † um 1550) war ein französischer Dichter, Philosoph und Arzt.

## Leben und Werk
Das Leben des sehr gelehrsamen Guillaume Bigot ist von zahlreichen Unglücksfällen gekennzeichnet. Als er erst ein Jahr alt war, starb seine Amme an der Pest. Er soll ausgesetzt und nur zufällig von seinem Vater wiedergefunden worden sein. Seine Erziehung wurde Leuten anvertraut, die sich damit nur wenig Mühe gaben. Dann studierte er Philosophie zu Angers, lebte aber sehr ausschweifend und musste schließlich wegen einer Strafverfolgung fliehen. Er begab sich aufs Land und studierte nun eifriger und mit raschem Erfolg weitgehend autodidaktisch alte Sprachen, Philosophie, Astronomie, Astrologie und Medizin.
Als Guillaume du Bellay, seigneur de Langey in geheimer Mission nach Deutschland ging, begleitete Bigot ihn dahin und wurde 1535 Professor der Philosophie zu Tübingen. Da er aber hier als Gegner des Systems Philipp Melanchthons in Streit geriet, verließ er die Tübinger Universität, begab sich 1536 nach Basel, wo er einige Zeit wohnte, und kehrte dann nach Frankreich zurück. Er genoss zunächst die Gastfreundschaft der Familie du Bellay, seiner Mäzene. Später lehnte er das Angebot eines gutbezahlten Lehrstuhls an der Universität Padua ab und wurde schließlich, nachdem er seine restlichen Güter, die er in Laval besaß, verkauft hatte, Professor an der neugestifteten Universität zu Nîmes. Er hatte aber auch hier mit vielen Widerwärtigkeiten zu kämpfen, die ihn zu öfteren Reisen nach Paris nötigten, um hier die Bestätigung seiner Vorrechte zu erlangen. Seine Gattin, mit der er zwei Töchter hatte und die er zu Toulouse zurückgelassen hatte, war ihm untreu geworden, und weil ihr Liebhaber Pietro Fontano deshalb von Bigots ehemaligem Diener Antonin Verdanus entmannt worden war, so wurde Bigot angeklagt, Urheber dieses Verbrechens zu sein. Er musste lange Zeit im Gefängnis verbringen, wo er noch 1549 einsaß. Endlich freigelassen zog er sich nach Metz zurück und dürfte bald gestorben sein, doch ist sein Todeszeitpunkt unbekannt.
Bigot hat sich als lateinischer und französischer Dichter einen Namen gemacht durch sein während seines Aufenthalts in Tübingen verfasstes und 1536 zu Basel herausgegebenes Gedicht Catoptron (der Spiegel), in dessen verbesserter Ausgabe (Toulouse 1549) angehängt sind Christianae philosophiae praeludium; ad Jesum Christum carmen supplex, worin er sein hartes Schicksal als Gefangener beklagt. Ein anderes lateinisches Gedicht von ihm, Somnium, in quo cum alia, tum imperatoris Caroli describitur ab regno Galliae depulsio, erschien 1537 zu Paris. Laut Bernard de La Monnoye hat er nur ein einziges französisches Gedicht publiziert, das unter den Gedichten von Charles de Sainte-Marthe steht, an den es gerichtet ist (Lyon 1540).